# 오스트로웽카군

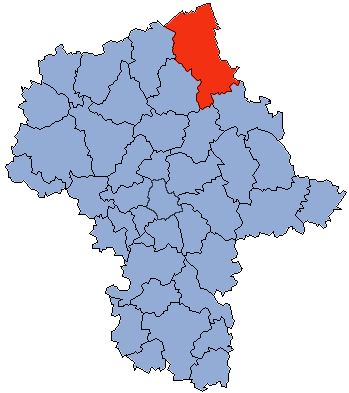
마조프셰주 지도에 표시된 오스트로웽카군의 위치

오스트로웽카군(폴란드어: powiat ostrołęcki)은 폴란드 마조프셰주에 위치한 군으로 면적은 2,099.32km2, 인구는 88,717명(2019년 기준), 인구 밀도는 42명/km2이다. 군청 소재지는 오스트로웽카이지만 오스트로웽카군에 속하지 않고 별도의 도시군으로 존재한다.
북쪽으로는 바르미아마주리주 피시군, 포들라스키에주 콜노군, 동쪽으로는 포들라스키에주 웜자군, 남동쪽으로는 오스트루프군, 남쪽으로는 비슈쿠프군, 남서쪽으로는 마쿠프군, 서쪽으로는 프샤스니시군, 북서쪽으로는 바르미아마주리주 슈치트노군과 접한다. 11개 지방 자치체(1개 도시형 농촌, 10개 농촌)를 관할한다.